# گردشگری اسلامی
گردشگری اسلامی (انگلیسی: Halal tourism)، به‌عنوان یک مقوله اقتصادی، اجتماعی و فرهنگی در جهان اسلام مطرح و به لحاظ فقهی در دین اسلام بسیار توصیه‌شده است
این نوع گردشگری از ابتدای اسلام با نام زیارت مرسوم بوده است.

## گردشگری از منظر متون دینی در اسلام

#### سفر در آیات قرآن
در متون دینی در اسلام بر اهمیت گردشگری تأکید شده است. در قرآن از مردم خواسته شده تا در زمین به گردش بپردازند و از سرگذشت پیشینیان عبرت و پند بگیرند. در سوره‌های آل عمران آیه ۱۷۳، انعام آیه ۱۱، نمل آیه ۶۹، نحل آیه ۳۶، عنکبوت آیه ۲۰، روم آیه ۴۲ صراحتاً به این موضوع اشاره شده است.

#### سفر در روایات
سکونی از جعفر صادق روایت کرده است که «سافروا تصحوا…» در این حدیث، سیر و گردشگری را برای سلامتی جسم توصیه کرده است.
ابن حریث می‌گوید جعفر صادق را در منزل برادرش ملاقات کردم و پرسیدم فدایت شوم چرا این‌جا آمدید؟ گفت برای تفریح…
داستان دیگری که از علی بن موسی رضا وارد شده است و برای تفریح از خانه خارج شده بود و اما بعضی خدَمه نمک را فراموش کرده بودند، بدون خوردن غذا برگشتند…
در حدیثی از محمدبن عبدالله روایت شده است که: «سیاحة امتی فی المساجد». مسجد، گردشگاه [معنوی] امت من است. از میان عبادات، در قرآن روزه داران را به عنوان گردشگران وصف کرده استشیخ طوسی علت تسمیه را استمرار هردو می‌داند یعنی هم در روزه هم در گردشگری، نوعی استمرار نهفته است.
در حدیث دیگری از پیامبر اسلام روایت شده است که: «سیاحه امتی الصوم» «گردشگاه امت من روزه است».

## پیشروترین‌ها در گردشگری اسلامی
مؤسسه کر سنت که نخستین موسسه‌ای است که در زمینه گردشگری اسلامی فعالیت می‌کند و هرساله با ارائه نرخ رشد خدمات سفر و گردشگری حلال، به معرفی برترین‌های جهان در این زمینه می‌پردازد، مالزی را نخستین مقصد گردشگران مسلمان در سال دو هزار و چهارده میلادی اعلام کرد و اندونزی پرجمعیت‌ترین کشور اسلامی جهان در رتبه ۶ این رتبه‌بندی قرار گرفت. در آخرین نتایج تحقیقات درزمینه گردشگری اسلامی را که در سمینار مشترک گردشگری اسلامی مالزی و اندونزی در آن زمان ارائه داده است اعلام می‌دارد در این تحقیقات که بر روی شصت کشور صورت گرفته مالزی رتبه نخست جذب گردشگر مسلمان را از میان بیست و هشت کشور اسلامی مورد تحقیق در این مجموعه به خود اختصاص داده و پس‌ازآن امارات متحده عربی، ترکیه، اندونزی، عربستان، مراکش، اردن، قطر، تونس و مصر در جایگاه ۱۰ کشور نخست قرار می‌گیرند. ایران در این میان و در جذب گردشگر مسلمان، در جایگاه چهارده و پس از کشور بنگلادش قرارگرفته است. مالزی با توجه به متغیرها و شاخص‌های جهانی مدنظر مسلمانان برای سفر بالاترین امتیاز کسب کرد و پس‌ازآن ترکیه، امارات متحده عربی، عربستان سعودی، قطر و اندونزی امتیاز گرفتند.

## وضعیت گردشگرپذیری اسلامی در ایران
ایران می‌تواند یکی از بهترین مقاصد گردشگری در جهان باشد، با بهبود وضعیت سیاسی و ارتباطات جدید تعداد بیشتری از مردم به ایران سفر می‌کنند. بنا به گفتهٔ برخی از کارشناسان در اینکه ایران یک مقصد خوب است برای گردشگری شکی نیست و تسهیلات حلال به‌طور عموم در کشور ایران وجود دارد، ایران خیلی امکانات دارد که بسیاری از مردم نمی‌دانند و این شاید به دلیل کمبود تبلیغات است و البته بسیار مشکل است وقتی کشوری در معرض تحریم هست در مورد گردشگری تبلیغ کند.